# درو ويلي
درو ويلي (بالإنجليزية: Drew Willy)‏ هو لاعب كرة قدم أمريكية ولاعب كرة القدم الكندية أمريكي، ولد في 13 نوفمبر 1986 في Randolph, New Jersey ‏ في الولايات المتحدة.